# Euphalerus nidicola
Euphalerus nidicola är en insektsart som beskrevs av Leonard D. Tuthill 1959. Euphalerus nidicola ingår i släktet Euphalerus och familjen rundbladloppor.
Artens utbredningsområde är Peru. Inga underarter finns listade i Catalogue of Life.